# وادي دادس

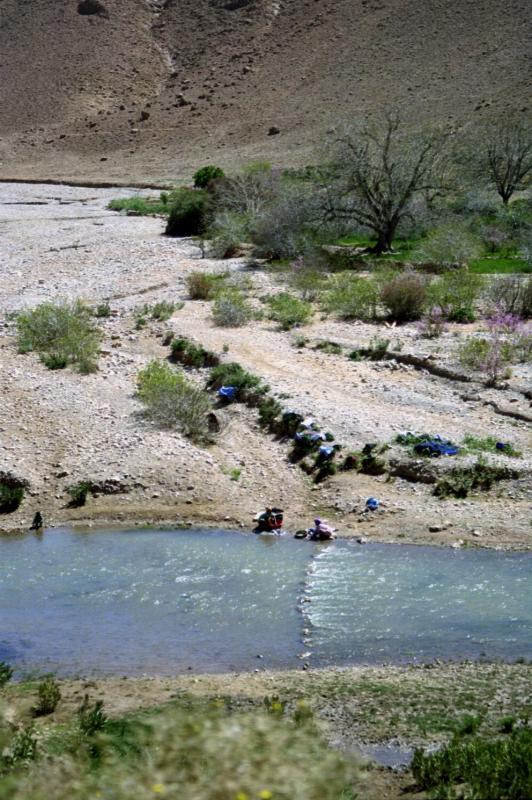
غسيل الملابس على ضفاف نهر دادس في فج دادس، المغرب.

وادي دادس هو نهر في المغرب شرقي البلاد. ينبع في الأطلس الكبير وبعد ذلك ينتقل عن طريق فج دادس جنوبا، ثم يتجه غربا بين السلاسل الجبلية الأطلس الكبير و الأطلس الصغير. وأخيرا يلتقي بنهر ورزازات ليصبّا معا في نهر درعة. يمكن الوصول إلى فج دادس بسهولة بسيارة أجرة انطلاقا من تنغير القريبة. المشهد جميل جدا بمناظر من التكوينات الصخرية المثيرة للاهتمام.   

## وصلات خارجية
- موقع شخصي مع صور وفيديو من رحلة سفر إلى تودرا وفج دادس (بالإنجليزية)
- مهرجان الورود(قلعة مڭونة)